# Берн (Индијана)
Берн (енгл. Berne) град је у америчкој савезној држави Индијана.

## Демографија
По попису из 2010. године број становника је 3.999, што је 151 (-3,6%) становника мање него 2000. године.
| Група             | 2000.         | 2010.         |
| Белци             | 4.029 (97,1%) | 3.764 (94,1%) |
| Афроамериканци    | 3 (0,1%)      | 21 (0,5%)     |
| Азијати           | 9 (0,2%)      | 22 (0,6%)     |
| Хиспаноамериканци | 79 (1,9%)     | 160 (4,0%)    |
| Укупно            | 4.150         | 3.999         |